# Отбор Лоши
Отбор Лоши е зъл кеч отбор, участващ в WWE. Дебютираха през юли 2015, като част от сюжета Революцията на дивите. Отбора включва Наоми и Тамина, но беше оригинално трио, което също включваше Саша Банкс, която остави отбора през февруари 2016. Наоми и Тамина са членове на професионалното кеч семейство Аноаи. По време на мача им КечМания 32 Наоми и Тамина се обединиха с Лана, Ема и Съмър Рей, и бяха познати под името „Лоши и Руси“.

## В кеча
Финални ходове
- Наоми
  - A Bad Place[1]/Slay–o–mission[2][3] (Headscissors crucifix choke)[4]
  - Задно виждане[5] (Jumping hip attack, на пристигащ опонент)[6][7]
- Тамина
  - Супер ритник
  - Superfly Splash (Diving splash)

Входни песни
- „Amazing“ на CFO$, с участието на Тринити Фату[8] (Наоми)
- „Tropical Storm“ на Джим Джонстън[9] (Тамина)
- „Unity“ на CFO$, с участието на J-Frost (Наоми, Тамина, и Саша Банкс)
- „Sky's the Limit“ на CFO$[10] (Саша Банкс)

## Шампионски титли и отличия
Wrestling Observer Newsletter
- Най-лошата вражда на годината (2015) – с Отбор Пи Си Би срещи Отбор Лоши срещу Отбор Бела[11]

WWE NXT
- Шампионка при жените на NXT (1 път) – Саша Банкс
- Крайно – годишна награда на NXT за мач на годината (2015) – Саша Банкс срещу Бейли на Завземане: Бруклин